# Opconomma hirsuta
Opconomma hirsuta is een hooiwagen uit de familie Pyramidopidae.